# Farmacja

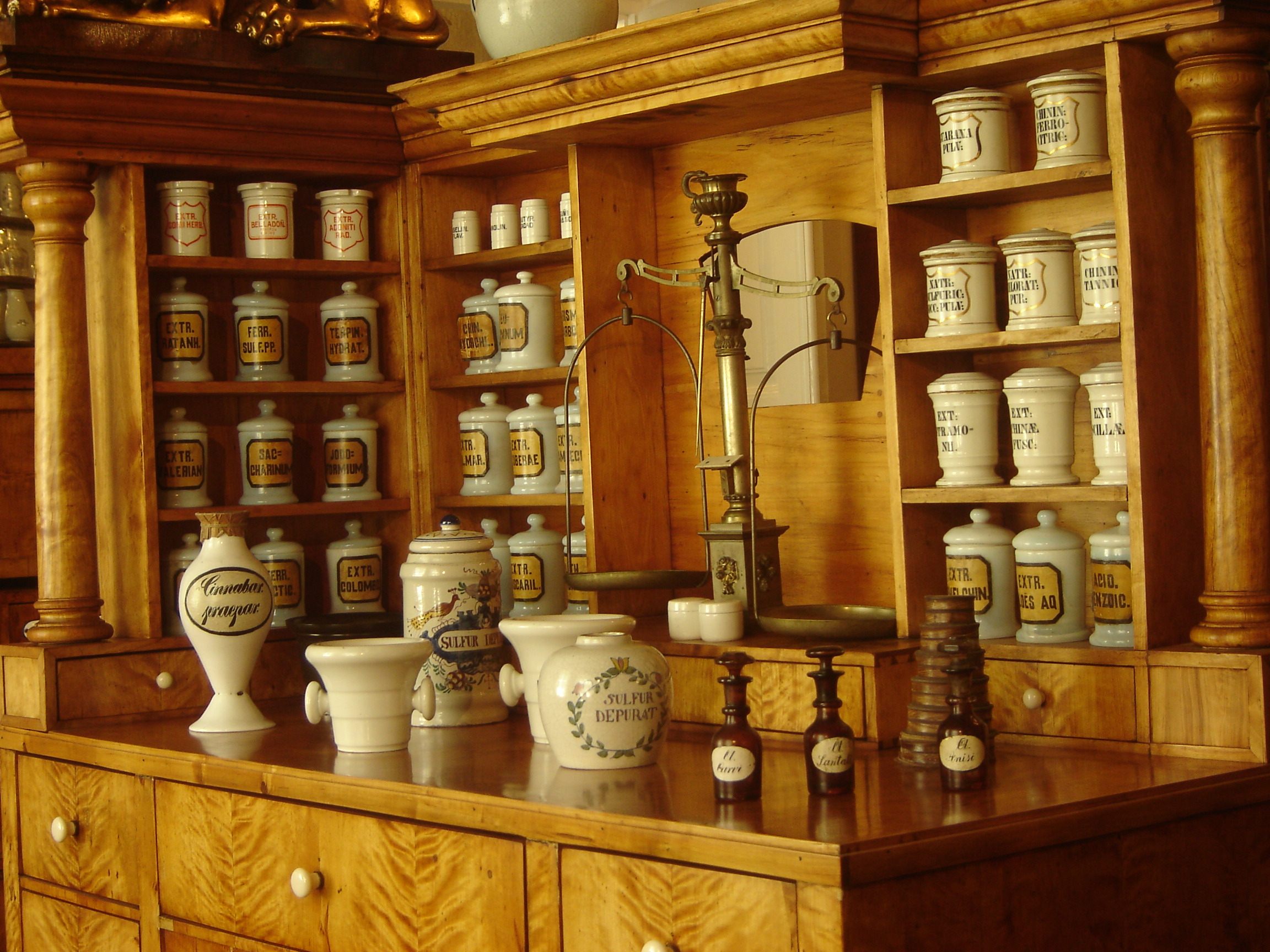
Zabytkowe umeblowanie apteczne, Muzeum Farmacji Collegium Medicum Uniwersytetu Jagiellońskiego

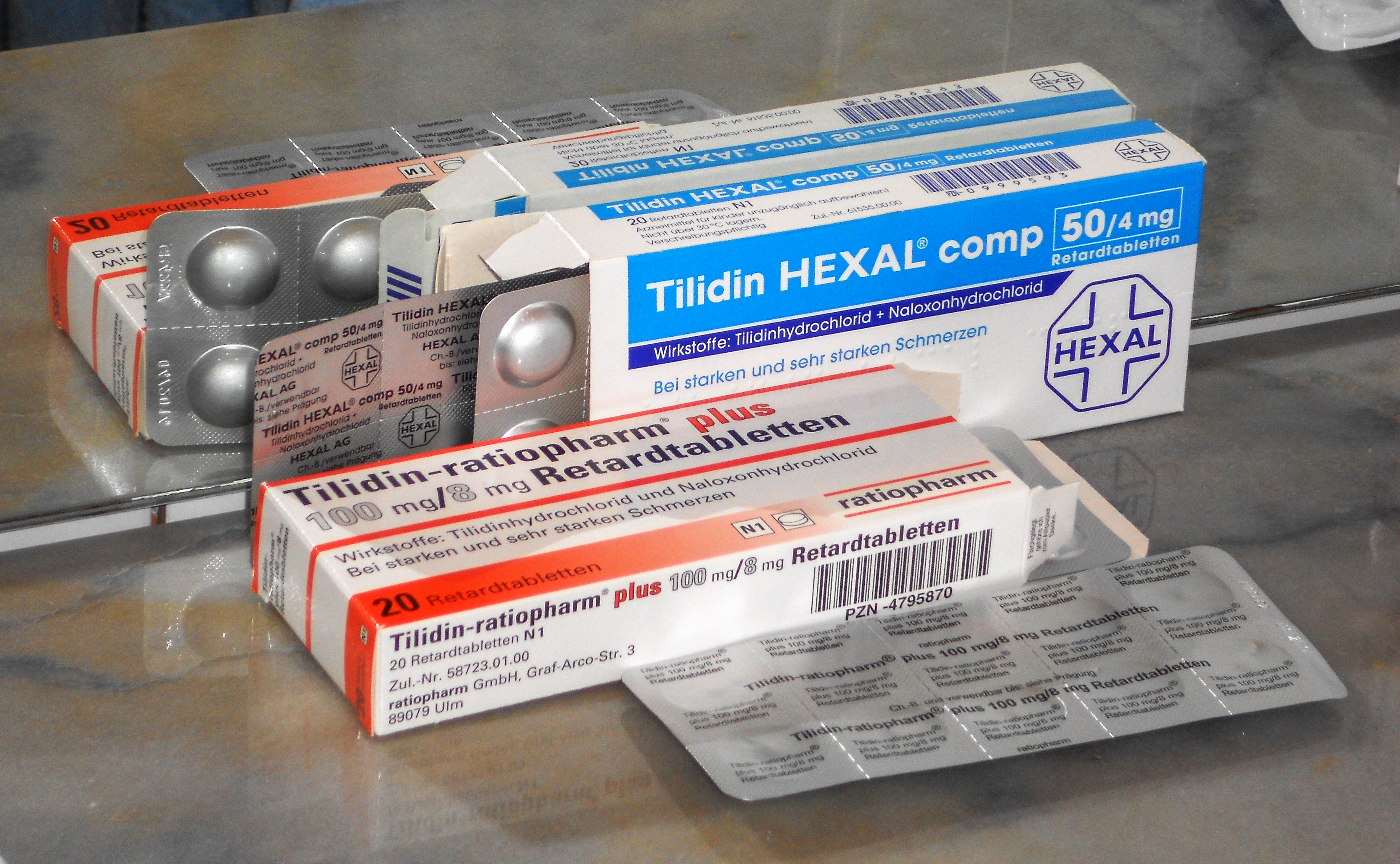
Tabletki o przedłużonym uwalnianiu

Farmacja, nauki farmaceutyczne – zespół nauk o lekach, a także nazwa kierunku studiów w szkołach wyższych.

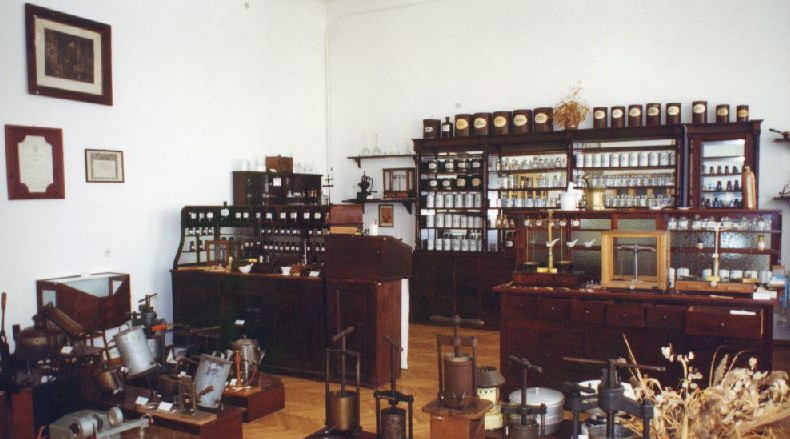
Ekspozycja muzealna w Pracowni Historii Medycyny i Farmacji Uniwersytetu Medycznego w Białymstoku

Farmacja zajmuje się zarówno lekami syntetycznymi, lekami biologicznymi, jak i pochodzenia naturalnego, oraz składnikami kosmetyków oraz żywności. Farmacja wykładana jest na wydziałach farmaceutycznych wyższych uczelni medycznych w ramach studiów jednolitych magisterskich trwających w Polsce 5,5 roku.

## Farmacja jako kierunek studiów
Absolwent studiów na kierunku farmacja posiada wiedzę ogólną i specjalistyczną w zakresie nauk farmaceutycznych, medycznych, biologicznych, chemicznych i społecznych. 
Jest przygotowany do pełnienia roli gwaranta jakości produktów leczniczych oraz bezpieczeństwa i skuteczności farmakoterapii w ramach systemu opieki zdrowotnej. 
W szczególności jest przygotowany do: 
- profesjonalnego sprawowania obowiązków farmaceuty w zakresie:
  - sporządzania, wytwarzania oraz oceny jakości i tożsamości produktów leczniczych,
  - wydawania produktów leczniczych i wyrobów medycznych,
  - sprawowania nadzoru nad obrotem, przechowywaniem i wykorzystywaniem produktów leczniczych i wyrobów medycznych,
  - udzielania rzetelnej i obiektywnej informacji dotyczącej działania produktów leczniczych i stosowania wyrobów medycznych w warunkach racjonalizacji farmakoterapii,
  - prowadzenia badań chemicznych, farmaceutycznych, farmakologicznych i toksykologicznych produktów leczniczych,
  - udziału w badaniach klinicznych i terapii monitorowanej stężeniem leku,
  - udziału w monitorowaniu niepożądanych działań produktów leczniczych;
- samodzielnego i twórczego rozwiązywania problemów z wykorzystaniem współczesnych źródeł informacji;
- twórczej i partnerskiej współpracy zawodowej z pozostałymi pracownikami ochrony zdrowia w zakresie inicjowania i wspierania działań prozdrowotnych;
- ustawicznej aktualizacji wiedzy i umiejętności fachowych z myślą o podnoszeniu kwalifikacji zawodowych w toku ustawicznych szkoleń, kształcenia specjalizacyjnego oraz w trybie samokształcenia;
- zarządzania w obszarze farmacji; korzystania z wiedzy i umiejętności fachowych w pracy i życiu codziennym – zgodnie z zasadami etyki i deontologii oraz poszanowania i przestrzegania prawa;

- podjęcia studiów trzeciego stopnia (doktoranckich) i uczestniczenia w badaniach.

Absolwent jest przygotowany do pracy w: 
- aptekach ogólnodostępnych i szpitalnych oraz hurtowniach farmaceutycznych;
- przemyśle farmaceutycznym i innych podmiotach odpowiedzialnych za wprowadzenie produktu leczniczego na rynek oraz uprawnionych do wytwarzania, importu i eksportu produktów leczniczych i materiałów medycznych;
- zakładach opieki zdrowotnej prowadzących badania kliniczne, terapię monitorowaną stężeniem leku oraz monitorowanie niepożądanych działań produktów leczniczych;
- inspekcji farmaceutycznej oraz w innych urzędach i instytucjach państwowych i samorządowych działających w dziedzinie farmacji i ochrony zdrowia;
- jednostkach kontrolno-pomiarowych i laboratoriach z dziedziny higieny ogólnej, kontroli i badania żywności, diagnostyki laboratoryjnej oraz ochrony środowiska;
- zakładach, wytwórniach i laboratoriach branży kosmetycznej i chemicznej;
- instytutach naukowo-badawczych i w ośrodkach badawczo-rozwojowych;
- instytucjach zajmujących się poradnictwem i upowszechnianiem wiedzy z zakresu nauk farmaceutycznych.

Absolwent posiada umiejętności współpracy z ludźmi, kierowania zespołami oraz zarządzania placówkami: ochrony zdrowia publicznego – szczególnie aptekami ogólnodostępnymi i szpitalnymi; prowadzącymi działalność gospodarczą w zakresie wytwarzania, importu, eksportu i obrotu hurtowego produktów leczniczych i materiałów medycznych oraz badawczo-rozwojowymi, inspekcyjnymi oraz administracyjnymi z obszaru farmacji i ochrony zdrowia.

### Treści kształcenia
W Polsce jednolite studia magisterskie na kierunku farmacja trwają nie krócej niż 11 semestrów i obejmują wykłady, seminaria i ćwiczenia w zakresie treści podstawowych i kierunkowych oraz praktyki. 
Treści podstawowe (głównie pierwszy-drugi rok) obejmują zajęcia w zakresie: anatomii, fizjologii, patofizjologii, kwalifikowanej pierwszej pomocy, biologii i genetyki, botaniki, biochemii, biologii molekularnej, mikrobiologii, immunologii, chemii ogólnej i nieorganicznej, chemii analitycznej, chemii fizycznej, chemii organicznej, matematyki, statystyki, biofizyki, historii filozofii, psychologii i socjologii. 
Treści kierunkowe (głównie trzeci-szósty rok) obejmują zajęcia w zakresie: chemii leków, syntezy i technologii środków leczniczych, biotechnologii farmaceutycznej, farmakologii i farmakodynamiki, farmakoterapii i informacji o lekach, toksykologii, farmakognozji, leków pochodzenia naturalnego, technologii postaci leku, biofarmacji, farmacji praktycznej w aptece, farmakokinetyki, ćwiczeń specjalistycznych i metodologii badań (wykonanie i obrona pracy magisterskiej w dziesiątym semestrze), bromatologii, higieny i epidemiologii, prawa farmaceutycznego, ekonomiki i zarządzania w farmacji, historii farmacji, etyki zawodowej. 

Praktyki obejmują: praktykę wakacyjną po trzecim roku w aptece ogólnodostępnej, praktykę wakacyjną po czwartym roku w aptece szpitalnej, w przemyśle farmaceutycznym, w laboratorium kontroli leków lub w stacji sanitarno-epidemiologicznej, oraz praktykę (staż) na szóstym roku w aptece ogólnodostępnej lub szpitalnej (po wykonaniu i obronie pracy magisterskiej).

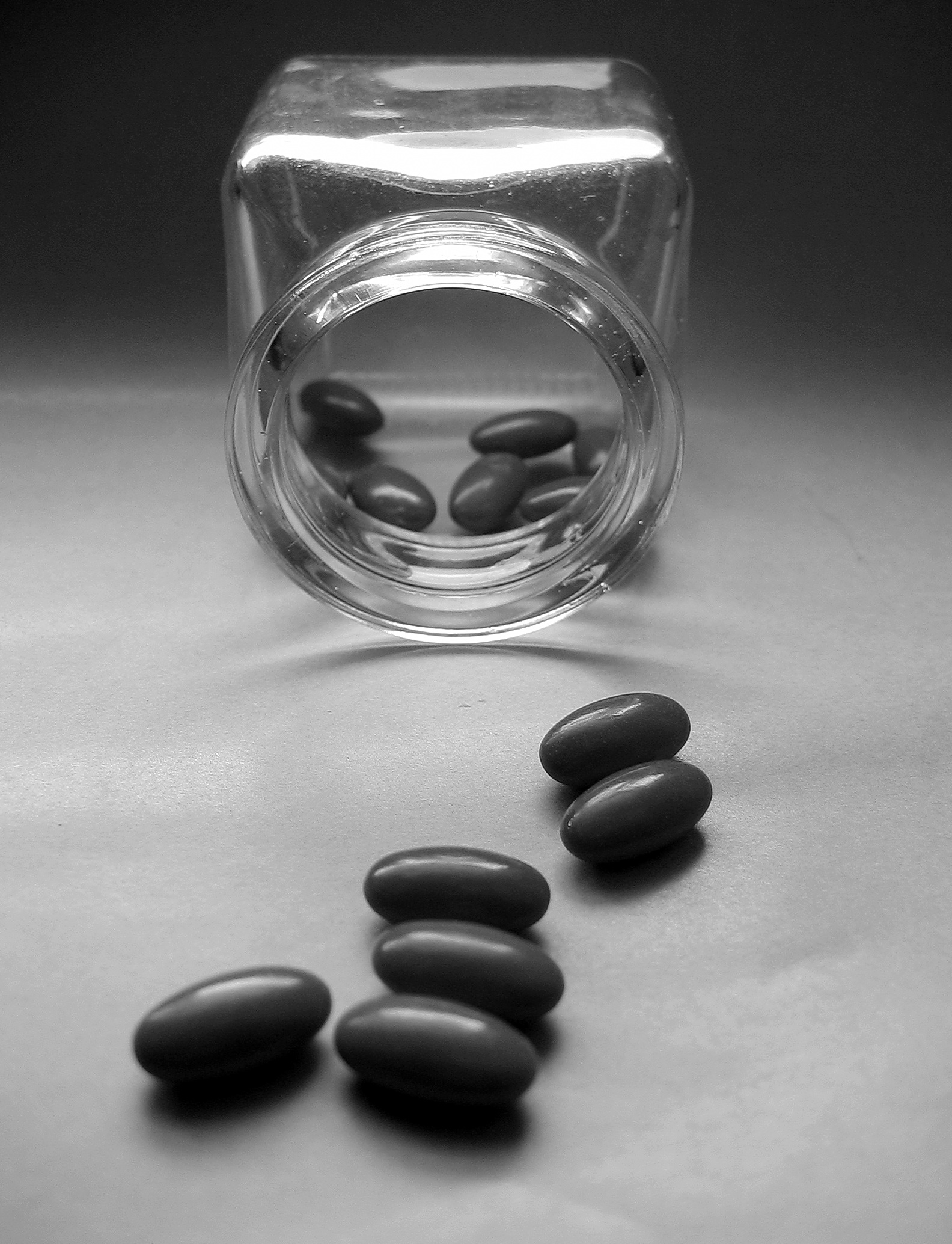
Pigułki

## Wybrane zagadnienia związane z farmacją
- badanie wpływu substancji chemicznych na organizm
- badanie wpływu organizmu na substancje chemiczne (metabolizm leków)
- substancje naturalne stosowane jako leki
- surowce roślinne i zwierzęce, z których wytwarzane są leki
- synteza chemiczna
- chemia leków
- poszukiwania nowych leków
- dawkowanie leków
- systematyka leków
- zamienniki leków
- ochrona patentowa
- forma leku (postać farmaceutyczna)
- wdrażanie leków do produkcji
- sposoby ich produkcji
- wprowadzenie leków do obrotu (tzw. rejestracja)
- kontrola dystrybucji
- kontrola jakości leków
- marketing leków
- racjonalizacja kosztów terapii

## Dyscypliny naukowe wchodzące w skład farmacji
- farmakologia
- farmakodynamika
- farmakoterapia
- chemia leków
- farmakokinetyka
- analityka farmaceutyczna
- farmakognozja
- farmacja stosowana
- toksykologia
- bromatologia
- botanika farmaceutyczna
- farmakoekonomika
- mikrobiologia farmaceutyczna
- historia farmacji
- technologia postaci leku
- synteza i technologia substancji leczniczych
- opieka farmaceutyczna
- biotechnologia farmaceutyczna
- biochemia farmaceutyczna
- farmakologia leków pochodzenia naturalnego

## Dziedziny wiedzy związane z farmacją
Farmacja jest nauką o charakterze interdyscyplinarnym – łączy w sobie zagadnienia związane między innymi z następującymi dziedzinami wiedzy:
- medycyną (farmakologia, fizjologia, diagnostyka laboratoryjna)
- chemią (synteza substancji leczniczych, analiza chemiczna leków)
- biologią (botanika farmaceutyczna, genetyka, parazytologia, mikrobiologia)
- biochemią (procesy biochemiczne zachodzące w organizmie, genetyka)
- biotechnologią (produkcja antybiotyków)
- fizyką (metody analizy instrumentalnej stosowane w analizie leków)
- technologią (przemysłowa synteza substancji leczniczych, produkcja postaci leków)
- ekonomią (optymalizacja kosztów opieki zdrowotnej)
- statystyką (kontrola jakości, rejestracja leków)
- psychologią (opieka farmaceutyczna)
- informatyką (modelowanie molekularne: dopasowanie potencjalnych leków do receptorów).